# 吳怡斌
吳怡斌（1992年8月29日—）是臺灣男子籃球運動員，場上主打大前鋒位置，最後效力於台灣職業籃球大聯盟高雄全家海神。

## 生平
吳怡斌畢業於高雄高工，大學原就讀國立高雄海洋科技大學，之後轉學至義守大學，進入義守大學才開始接受正規籃球訓練，2015年9月在超級籃球聯賽新人選秀會第二輪獲得台灣啤酒青睞，下個月被台灣啤酒交易至裕隆納智捷，換回下年度新人選秀會第一輪選秀權，2018年5月以三年合約轉戰金門酒廠，第十八季超級籃球聯賽結束後與其他高雄九太科技主力球員被轉移至T1聯盟高雄全家海神。2023年7月底參加2024年奧運男籃資格賽亞洲區預選賽代表隊訓練，歷經兩週集訓之後，中華民國籃球協會因為安全考量不參加該賽事，讓代表隊成員歸建母隊。8月29日，高雄全家海神宣布與吳怡斌完成續約。2025年7月31日，高雄全家海神宣布與吳怡斌不續約。

## 外部連結
- 吳怡斌的Instagram帳戶
- 吳怡斌在fiba.basketball（英语）
- 吳怡斌在fiba3x3.com（英语）
- 吳怡斌在台灣職業籃球大聯盟官網
- 吳怡斌在Eurobasket.com（球員）（英语）
- 吳怡斌在Proballers（英语）
- 吳怡斌在RealGM（球員）（英语）
- 吳怡斌在Flashscore（英语）